# Jesús Garza
Jesús Garza (Monterrey, Nuevo León; 6 de junio de 2000) es un futbolista mexicano que juega como lateral izquierdo o lateral derecho y su equipo actual son los Tigres de la UANL de la Primera División de México.

## Inicios

### Tigres de la UANL
Formado en las fuerzas básicas del equipo Universitario en 2015, debuta el 25 de julio del 2021 en el Apertura 2021 frente a los Xolos de Tijuana, correspondiente a la primera jornada.
En el primer partido de los felinos, daría una asistencia para el segundo gol de su equipo en la victoria frente al Atlético de San Luis.
Anotaría su primer gol en el Clausura 2025 frente al Mazatlán, siendo el primer gol para la victoria de su equipo.

## Palmarés

### Títulos nacionales
| Título                     | Club        | País   | Año  |
| -------------------------- | ----------- | ------ | ---- |
| Primera División de México | Tigres UANL | México | 2023 |